# Crăciunești
Crăciunești (Hongaars: Nyárádkarácson) is een comună in het district Mureş, Transsylvanië, Roemenië. De gemeente is onderdeel van het Szeklerland, een etnografisch Hongaarstalige regio. Het is opgebouwd uit acht dorpen, namelijk: 
- Budiu Mic (Hagymásbodon)
- Ciba (Csiba)
- Cinta (Fintaháza)
- Corneşti (Somosd)
- Crăciuneşti (Nyárádkarácsony)
- Foi (Folyfalva)
- Nicoleşti (Káposztásszentmiklós)
- Tirimioara (Kisteremi)

De dorpen Ciba, Foi and Nicoleşti werden door de gemeente ingelijfd in 2006.

## Demografie
In 2002 telde de comună zo'n 4.348 inwoners, in 2007 waren dit er nog 4.291. Dat is een daling van 57 inwoners (-1,3%) in vijf jaar tijd. In 2011 had de gemeente in totaal 4470 inwoners, 2827 Hongaren (70,2%) en 1086 Roemenen (27%). 